# Mutze

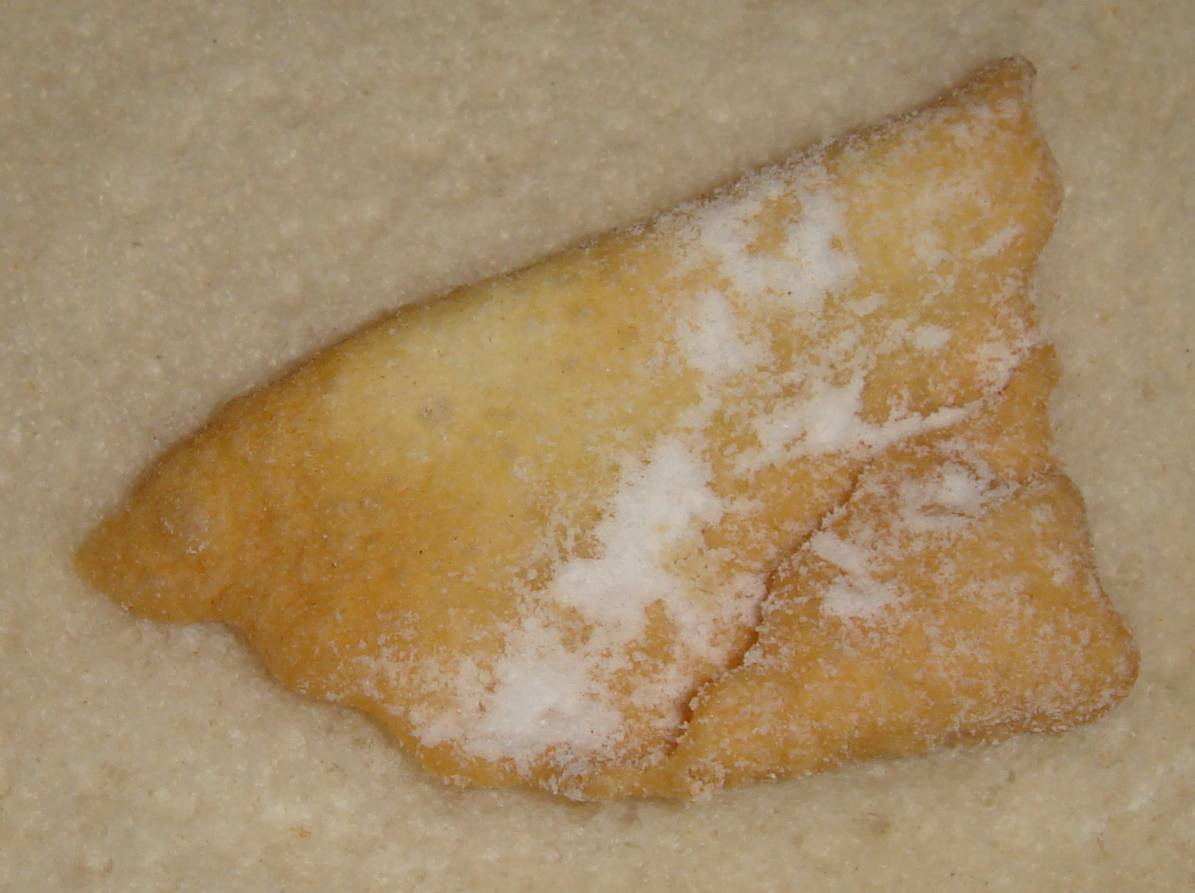
Mutze

Mutzen, auch Muze(n), sind ein rheinisches Siedegebäck, das traditionell zu Karneval und Silvester hergestellt wird.

## Rheinische Mutzen

Rheinische Mutzen

Mutzen werden aus einem Teig aus Mehl, Eiern, Zucker und Aromen hergestellt. Der zähe Teig wird dünn ausgerollt in Rauten geschnitten und in heißem Öl goldgelb ausgebacken. Das Gebäck wird gewöhnlich mit Puderzucker bestäubt. Mutzen sind vorwiegend im Großraum Köln, am Niederrhein, in Regionen des Bergischen Landes, am Mittelrhein und in der Eifel verbreitet.

## Andere Wortbedeutungen

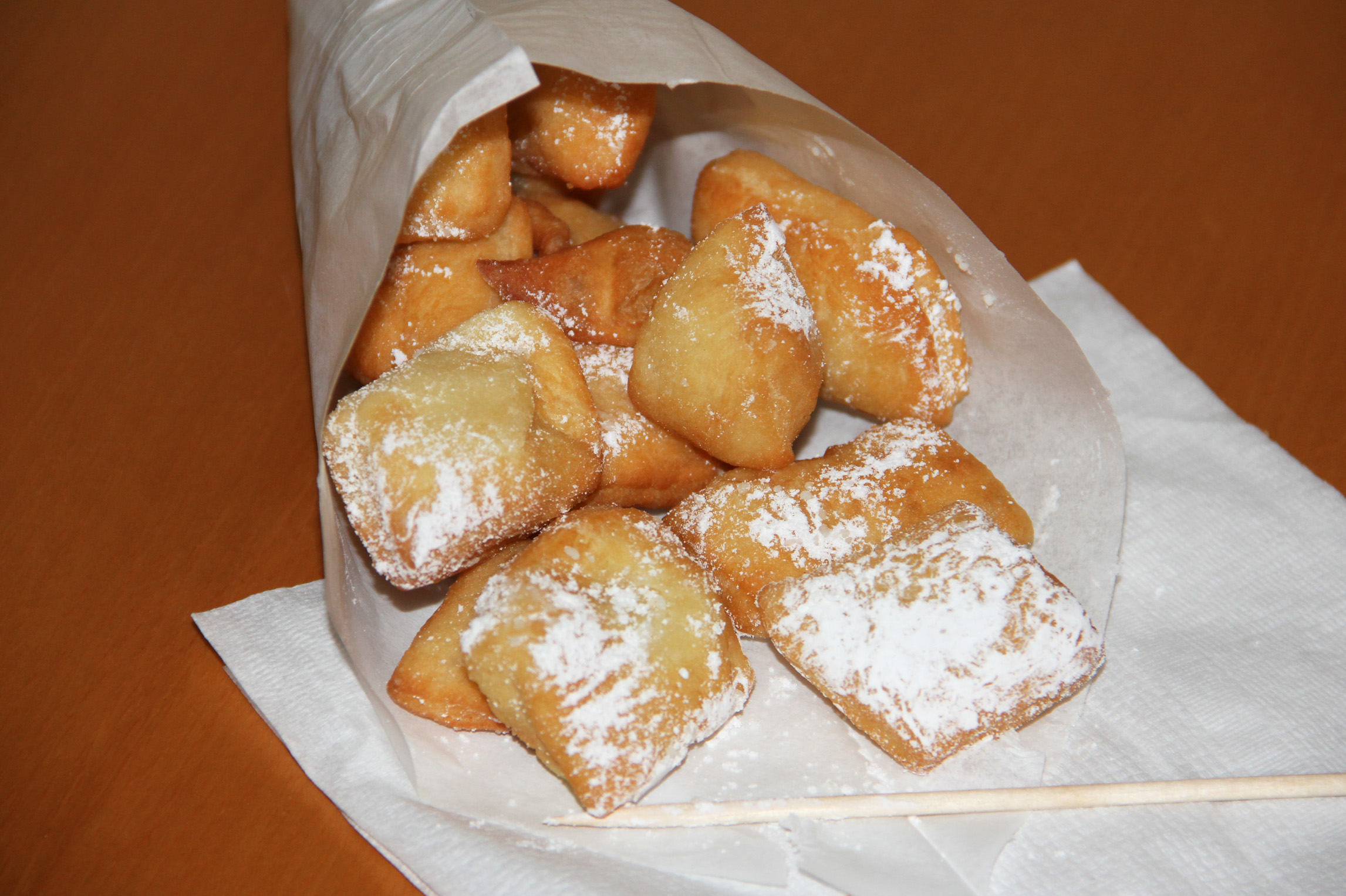
Eine Tüte mit Rostocker „Mutzen“

Auch Mutzenmandeln werden umgangssprachlich manchmal als Mutzen bezeichnet. Es handelt sich dabei allerdings um zwei verschiedene Produkte. 
In Thüringen und im Erzgebirge heißen die Schmalzgreben Mutzen. Sie sind ebenfalls ein anderes Produkt.